# Радость

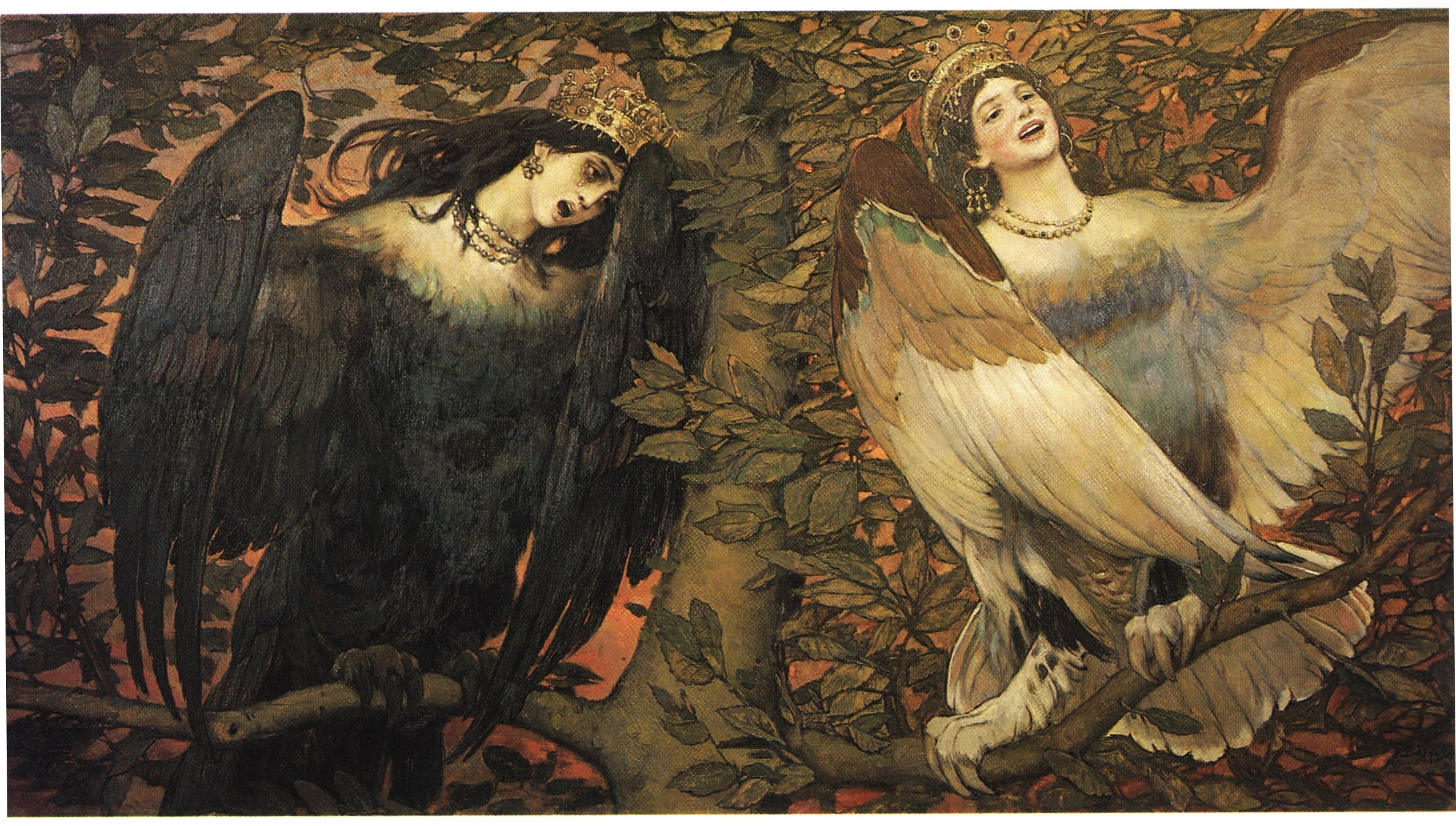
Виктор Васнецов. «Сирин и Алконост. Птицы радости и печали»

Ра́дость — состояние удовлетворения, удовольствия, весёлого настроения и счастья, ласкательное обращение.
Является положительной внутренней мотивацией человека. Радость считается противоположной грусти, печали.
Радость может отделяться от удовлетворения и удовольствия и даже противопоставляться им. Радость, как более «высокое» чувство, в противопоставлении «душа» — «тело» связывается с душой, а удовольствие, как всего лишь «ощущение, реакция» — с телом. Существует радость от созерцания, радость от движения, радость от грусти, радость общения, радость познания, радость красоты, радость жизни, и иногда связываемая с последней беспричинная радость.

## Радость в культуре
В языковой картине мира радость является одним из важнейших культурных концептов. Первоначально эмоция радости выражалась через конкретные понятия — вещи, предметы, или события вызывающие положительные эмоции (еда, красота, праздник, отдых): сравни древнерусское «плескание» — «рукоплескание, торжество, радость» или «ликовати» — первоначально «танцевать, играть», впоследствии «радоваться». Радость ассоциировалась с удовольствием, а также с желанием (сравни древнеанглийское lusten — «радоваться» и «хотеть»), воспринималась нераздельно от них. С появлением христианства во многих европейских языках понятие «радости» начало ассоциироваться с благожелательностью, добротой, спокойствием.

## Развитие эмоции радости у ребёнка
Кэррол Э. Изард, один из создателей теории дифференциальных эмоций, проанализировав огромное количество новых экспериментальных данных об эволюции эмоций, пишет о том, что процесс развития эмоции радости у ребёнка протекает немного иначе, чем процесс развития эмоции интереса. Родители не могут «обучить» ребёнка радости, они могут лишь развлекать и забавлять ребёнка, вовлекать его в игры, способствующие пробуждению эмоции радости. Подобные переживания радости очень важны для нормального развития ребёнка, но они кратковременны и зависят от душевной щедрости окружающих его людей. Родители должны делиться своей радостью с ребёнком, позволяя ему переживать эту эмоцию косвенно, но в конечном итоге человек должен сам открыть для себя радость — только тогда она станет частью его жизненного стиля.
Способность испытывать радость индивидуальна и зависит от генетических факторов. Некоторые рождаются с высоким порогом эмоции радости, и это непосредственно влияет на то, насколько они ощущают себя счастливыми, благополучными и уверенными. Ведь жизнерадостность человека во многом определяет отношение к нему окружающих людей. Другие люди, наоборот, от рождения имеют небольшую способность к переживанию радости, поэтому и порог возбуждения радости у таких людей будет ниже.
Изучение эмоциональности новорождённых и маленьких детей подтверждает гипотезу о генетических факторах радости. При наблюдении за русскими воспитанниками детского дома, были обнаружены значительные индивидуальные различия в частоте улыбок и смеха, хотя дети росли в одинаковых условиях.
В своих работах, посвящённых исследованию смеха, Маргарет Уошберн выявила у своих испытуемых значительные индивидуальные различия. Она предъявляла детям различные стимулы и регистрировала их реакцию. Четверо из наблюдаемых ею детей впервые засмеялись уже в возрасте 12 недель, тогда как у одного ребёнка не удавалось вызвать смех вплоть до 52-недельного возраста. Макгрейд обнаружила, что «стрессовая реакция», возникающая у ребёнка в ответ на отнятие соски в возрасте 3—4 дней, практически не подвержена изменениям вплоть до 8-месячного возраста. Кроме того, она обнаружила, что дети, которые в возрасте 3—4 дней менее активно реагировали на отнятие соски, в дальнейшем, в возрасте 8 месяцев, становились более жизнерадостными, активными и менее напряжёнными.
Дети обладают поразительной способностью к творчеству, любой имеющийся под рукой предмет они умеют превратить в игрушку, в источник радости. Только пробуждая радость в ребёнке, можно убедиться в том, что эта эмоция развивается, что жизнь ребёнка достаточно насыщена радостными переживаниями.
Исследование Мура, Андервуда и Розенхана показало, что переживание радости способствует альтруистичности поведения, тогда как грустное переживание обычно приводит к противоположному эффекту. Эти же исследователи установили, что позитивные эмоции повышают продуктивность мышления, запоминания, способствуют творческому подходу к решению задач.

## Развитие эмоции радости у взрослого
Одна из трудностей психофизиологического изучения эмоций заключается в проблеме активации эмоции. Для активации эмоции в лабораторных условиях обычно используются две основные методики:
1. испытуемый силой воображения сам вызывает у себя нужную эмоцию;
2. нужная эмоция активируется в процессе демонстрации испытуемому специально подобранного фильма.

В исследовании, проведённом М. Русаловой, испытуемых просили представить и мысленно пережить ситуацию радости, и пока они переживали её, экспериментаторы измеряли частоту их сердечных сокращений и регистрировали изменения электрического потенциала мимических мышц. Когда испытуемые представляли радостную ситуацию, у них обнаруживалось значительное учащение пульса и повышение активности лицевой мускулатуры. Как и ожидалось, изменение активности отмечалось в тех мускулах, которые связаны с мимическим выражением радости.
Следом за Русаловой, Шварц сравнивал электромиографические реакции испытуемых, которым была дана инструкция постараться ощутить счастье, грусть или гнев. Было обнаружено, что мышечные потенциалы значительно меняются от одной эмоции к другой. Также было выявлено, что у здоровых людей, по сравнению с депрессивными, профили мышечной активности при переживании радостной и обычной ситуаций, обнаруживают выраженную тенденцию к сходству.
Эйврил изучал изменения в вегетативной нервной системе, вызванные радостными и печальными переживаниями и выявил четыре физиологических параметра, отличавшие печаль от веселья, но только один из этих параметров — нерегулярность дыхания — отличала радостное состояние от контрольного эмоционального состояния. Автор пришёл к выводу, что изменения дыхания в большей мере характерны для эмоции радости, тогда как изменения в сердечно-сосудистой системе — для эмоции печали.

## Продолжительность эмоции радости
Эмоция — это не кратковременная вспышка, а развивающийся во времени процесс Динамика эмоции включает:
1. продолжительность эмоции;
2. изменение во времени её интенсивности;
3. изменение во времени её качества (например, превращение вины в злость, удивления — в страх и т. п.)[17].

Наиболее масштабные исследования продолжительности эмоций и определяющих её факторов проведены рабочей группой Филиппа Вердейна в университете г. Лёвена, (Бельгия), и продолжаются в Маастрихтском университете, (Нидерланды). Исследования Ф. Вердейна показали, что радость длится значительнее дольше облегчения, раздражения, умиления, скуки, отвращения, страха, удивления, стыда. Было выявлено среднее «время жизни» некоторых эмоций по шкале с интервалом в 10 минут и общей продолжительностью 60 минут. В первом исследовании 2009 года были получены показатели радости — 26 минут.
Было обнаружено, что положительные и отрицательные эмоции имеют меньшую длительность, когда внимание отвлекается от них, и большую — при фокусировке внимания на переживании данной эмоции.

## Связь радости и сна
Исследование Университета Британской Колумбии показало, что люди лучше реагируют как на негативные, так и на позитивные события, если больше спят. Были использованы данные опроса почти 2000 взрослых из США в возрасте от 33 до 84 лет. Участников в течение восьми дней подряд спрашивали о продолжительности сна, ежедневном стрессе и опыте положительных и отрицательных событий. Была обнаружена связь между количеством сна и ощущением радости — чем меньше человек спит, тем меньше он испытывает положительных эмоций, даже если были положительные события. Более продолжительный сон заставляет позитивные события казаться ещё лучше, тем самым усиливая эмоцию радости.
Также проведённое исследование показало, что неспособность поддерживать положительные эмоции в момент стресса подвергает людей риску воспаления и даже более ранней смерти.

## Радость в религии

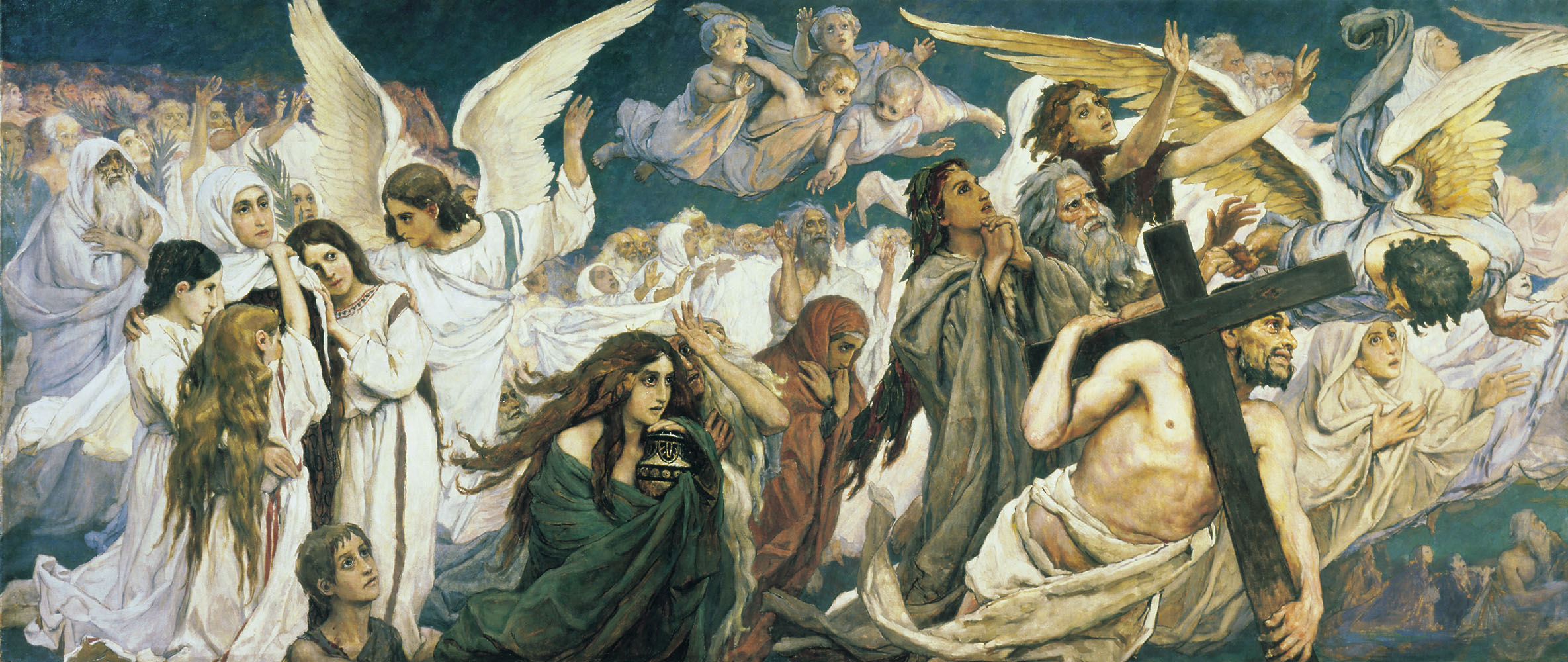
«Радость праведных о Господе».
В. М. Васнецов

В Евангелиях радость упоминается в связи с благовестием о рождении Иисуса Христа (Лк 1:28): «Ангел, войдя к Ней, сказал: радуйся, Благодатная! Господь с Тобою; благословенна Ты между женами.» (Лк. 1:28)
Апостол Павел говорит о радости как о плоде Духа Божия Гал. 5:22.
Радость от Благой Вести и радость служения Богу нередко рассматривались как основная черта христианства.
Фома Аквинский полагал, что радость (gaudium) является следствием любви. Радость, как один из основных атрибутов религиозного чувства, рассматривается и вне христианства. Так, Спиноза считал, что на высшей ступени познания себя в Боге, происходит осознание Бога как причины радости.
На Ближнем Востоке высшей степенью радости является свадьба, которую выражают женщины, подруги невесты, повторяющимися звуками на высшей ноте, откуда произошло слово «аллилуйя», слово-ономатоп, выражение радости.